# Torneo Nacional de Clubes 2014
El Torneo Nacional de Clubes de 2014, por motivos de patrocinio ICBC Nacional de Clubes 2014, fue la décimo-novena edición del torneo organizado por la Unión Argentina de Rugby que reúne a los mejores clubes de la URBA y del Torneo del Interior. Se llevó a cabo entre el 15 de marzo y el 3 de mayo de 2014.
Tras dos temporadas sin competencia, el torneo adquirió un formato renovado de competencia, clasificación y organización: la cantidad de equipos participante aumentó a dieciséis (siete clubes del Torneo de la URBA y nueve clubes del Torneo del Interior A) y el torneo pasaría en la primera mitad del año, disputándose en paralelo al Torneo del Interior, estableciendo una relación directa entre ambos torneos a través de un sistema de intercambio de plazas, entre otros cambios.
En esta nueva edición, el Club Universitario de Buenos Aires, popularmente conocido como CUBA, se proclamó campeón al vencer 21-20 en su primera final a Duendes de Rosario, último campeón de la competencia.

## Cambios en el torneo
En junio de 2013, la Unión Argentina de Rugby confirmó el retorno del Torneo Nacional de Clubes tras dos años de ausencia bajo un formato sumamente renovado. El nuevo formato significó una amplia serie de cambios que incluyeron el sistema de disputa, el sistema de clasificación y su correlación con el resto de los torneos nacionales, entre otros.
- Cantidad de equipos: la cantidad de equipos participantes aumentó a 16 clubes: 9 clubes del interior y 7 de la Unión de Rugby de Buenos Aires. Si bien 16 equipos había sido la cantidad predominante desde 1999, en las últimas temporadas el número se había reducido a 4 participantes.
- Calendario: el torneo pasó a disputarse en ocho fechas entre marzo y mayo. Al disputarse en la primera mitad del año, se facilitó la participación de los equipos de la URBA.
- Clasificación al torneo: al disputarse en la primera mitad del año, los clubes pasaron a clasificar a través de los torneos disputados en la temporada anterior. Además, los equipos del interior pasarían a clasificar a través de su desempeño en sus respectivos torneos regionales en lugar del Torneo del Interior A. Al tratarse de la primera temporada bajo este formato, se utilizó el Torneo del Interior A 2013 como clasificatorio durante esta edición.
- Torneo del Interior: a partir de esta temporada, el Nacional de Clubes y el Torneo del Interior pasaron a disputarse de forma simultánea y paralela, en lugar de este último siendo clasificatorio para el Nacional de la misma temporada. Debido a esto y con los mejores equipos del interior clasificando directamente al Nacional de Clubes, el Torneo del Interior pasó a ser considerado el segundo nivel para los equipos del interior en la estructura de los campeonatos nacionales.
- Intercambio de plazas: con la nueva estructura jerárquica establecida entre el Nacional de Clubes y el Torneo del Interior, se pasó a implementar un sistema de intercambio de plazas entre ambos torneos, similar al que ya se venía implementando entre el Torneo del Interior A y el Torneo del Interior B hace unas temporadas. Este sistema de ascensos y descensos permitía a equipos de todas las regiones alcanzar la máxima categoría, con el desempeño final de los clubes otorgando o perdiendo "plazas" para sus regiones de origen. En este caso, la región de origen del último clasificado del Nacional de Clubes perdería una plaza para la temporada siguiente, la cual sería otorgada a la región de origen del club ganador del Torneo del Interior A de la misma temporada.

Esta serie de cambios tuvo como objetivo jerarquizar el torneo, elevando el nivel de competencia de clubes y estableciendo el torneo como el principal torneo a nivel nacional.

## Equipos participantes
Participaron del torneo dieciséis equipos: nueve provenientes del Torneo del Interior A y siete del Torneo de la URBA. Debido al cambio de formato, durante esta temporada los equipos clasificaron a través de su desempeño en los torneos de la temporada anterior.
| Club                          | Vía de clasificación                         | Unión de origen                |
| ----------------------------- | -------------------------------------------- | ------------------------------ |
| Duendes                       | Campeón del Torneo del Interior A 2013.      | Unión de Rugby de Rosario      |
| Tala                          | Subcampeón del Torneo del Interior A 2013.   | Unión Cordobesa de Rugby       |
| La Tablada                    | 3.º puesto en el Torneo del Interior A 2013. | Unión Cordobesa de Rugby       |
| Universitario de Tucumán      | 4.º puesto en el Torneo del Interior A 2013. | Unión de Rugby de Tucumán      |
| Jockey Club de Rosario        | 5.º puesto en el Torneo del Interior A 2013. | Unión de Rugby de Rosario      |
| Gimnasia y Esgrima de Rosario | 6.º puesto en el Torneo del Interior A 2013. | Unión de Rugby de Rosario      |
| Jockey Club de Córdoba        | 7.º puesto en el Torneo del Interior A 2013. | Unión Cordobesa de Rugby       |
| Tucumán Rugby Club            | 8.º puesto en el Torneo del Interior A 2013. | Unión de Rugby de Tucumán      |
| Santiago Lawn Tennis Club     | 9.º puesto en el Torneo del Interior A 2013. | Unión Santiagueña de Rugby     |
| CUBA                          | Campeón del Top 14 de la URBA 2013.          | Unión de Rugby de Buenos Aires |
| Hindú                         | Subcampeón del Top 14 de la URBA 2013.       | Unión de Rugby de Buenos Aires |
| Newman                        | 3.º puesto en el Top 14 de la URBA 2013.     | Unión de Rugby de Buenos Aires |
| San Isidro Club               | 4.º puesto en el Top 14 de la URBA 2013.     | Unión de Rugby de Buenos Aires |
| CASI                          | 5.º puesto en el Top 14 de la URBA 2013.     | Unión de Rugby de Buenos Aires |
| Belgrano Athletic Club        | 6.º puesto en el Top 14 de la URBA 2013.     | Unión de Rugby de Buenos Aires |
| Alumni                        | 7.º puesto en el Top 14 de la URBA 2013.     | Unión de Rugby de Buenos Aires |

Plazas por región
| Región             | Cantidad |
| ------------------ | -------- |
| URBA               | 7        |
| Centro             | 3        |
| Litoral            | 3        |
| Noroeste Argentino | 3        |

## Forma de disputa y reglamentaciones
El torneo estuvo dividido en dos etapas, la primera fase y la fase final.
Primera fase
Los dieciséis clubes se dividieron en cuatro grupos donde se enfrentaron bajo el Sistema de todos contra todos en enfrentamientos de ida y vuelta. Los ganadores de cada grupo avanzaron a la fase final del torneo.
La puntuación se otorgó de la siguiente manera; cuatro (4) puntos por partido ganado, dos (2) en caso de empate y cero (0) por partido perdido. Además se otorgó punto bonus tanto ofensivo como defensivo.
- El punto bonus ofensivo se da cuando un equipo logra cuatro o más tries (o conversiones)
- El punto bonus defensivo cuando un equipo pierde por una diferencia no mayor a los siete tantos.

Fase final
La fase final estuvo compuesto por cuatro equipos enfrentándose a eliminación directa en dos etapas: semifinales y final. Las llaves fueron a enfrentamiento único en cancha a designar según el reglamento. El equipo ganador de la final es proclamado como el campeón de la temporada.
Serie por el descenso
Los últimos clasificados de cada zona, exceptuando clubes de la Unión de Rugby de Buenos Aires, disputaron series a eliminación directa para mantener la plaza de su región de origen en el certamen. Los partidos fueron a enfrentamiento único donde los ganadores mantuvieron su plaza, mientras que los perdedores debieron revalidarla el uno contra el otro. La región de origen del equipo que perdió el último encuentro perdió una plaza en el Torneo Nacional de Clubes 2015.
Sistema de plazas
Al renovarse la competencia; la UAR decidió aplicar un sistema de plazas para el torneo. Las mismas se definen por los resultados en competencias nacionales de cada equipo, donde cada combinado defiende una plaza para su región. La URBA tuvo siete plazas para esta competencia, mientras que el resto del país, a través del Torneo del Interior obtuvo las nueve plazas restantes. Por ser la primera edición, los equipos que ganaron las plazas en el Torneo del Interior disputaron el Torneo Nacional, sin embargo, a partir de esta temporada, cada equipo clasificará mediante los torneos regionales.

## Primera fase

### Zona 1
| Pos. | Equipo                 | Encuentros | Encuentros | Encuentros | Encuentros | Tantos | Tantos | Tantos | Bonus | Bonus | Puntos |
| Pos. | Equipo                 | PJ         | PG         | PE         | PP         | F      | C      | Dif    | BO    | BD    | Puntos |
| ---- | ---------------------- | ---------- | ---------- | ---------- | ---------- | ------ | ------ | ------ | ----- | ----- | ------ |
| 1.º  | CUBA                   | 6          | 4          | 0          | 2          | 151    | 100    | +51    | 2     | 1     | 19     |
| 2.º  | CASI                   | 6          | 4          | 0          | 2          | 136    | 127    | +9     | 1     | 1     | 18     |
| 3.º  | Universitario (T)      | 6          | 3          | 0          | 3          | 158    | 120    | +38    | 3     | 1     | 16     |
| 4.º  | Gimnasia y Esgrima (R) | 6          | 1          | 0          | 5          | 121    | 219    | -98    | 3     | 2     | 9      |

|  | Clasificado a las semifinales.           |
|  | Disputa las semifinales por el descenso. |

Primera fecha
| 15 de marzo | Gimnasia y Esgrima (R) | 21 - 48 | CUBA | Cancha de Gimnasia, Rosario              |                                          |
|             | Tries Emiliano Dinucci 53', 68' Conversiones Ramiro Picotto 53' Penales Ramiro Picotto 13', 15' Drops Fernando Albarracín 27' | Reporte | Tries 23', 39' Joaquín Alemán 43' Mateo Zambruno 48' Sebastián Médica 58' Joaquín Hardoy 75' Enrique Devoto 80' Tomás Ordóñez Conversiones 23', 39', 43', 58', 80' Bautista Güemes Penales 55' Bautista Güemes | Árbitro(s): Santiago Altobelli (Tucumán) | Árbitro(s): Santiago Altobelli (Tucumán) |

| 15 de marzo | Universitario (T) | 31 - 22 | CASI | Cancha de Universitario, Tucumán     |                                      |
|             | Tries Geronimo Mora 50', 80' Nicolás Centurion 58' Conversiones Juan Rodríguez 58', 80' Penales Juan Rodríguez 19', 62', 73', 77' Sin bin: Nicolás Centurión 42' | Reporte | Tries 21' Juan Campero Conversiones 21' Ignacio Almela Penales 6', 18', 30', 38', 50' Ignacio Almela Sin bin: 72' Francisco Corbacho | Árbitro(s): Federico Poggi (Rosario) | Árbitro(s): Federico Poggi (Rosario) |

Segunda fecha
| 22 de marzo | Universitario (T) | 50 - 17 | Gimnasia y Esgrima (R) | Cancha de Universitario, Tucumán   |                                    |
|             | Tries Gerónimo Mora 32', 36', 71' Santiago Resino 74 Conversiones Juan Rodríguez 32', 36' Penales Juan Rodríguez 16', 22', 27', 62' Try Penal Juan Rodríguez 50', 64' | Reporte | Tries 3' Lucas Quijada 69' Franco Gentili 80' Emiliano Sonsini Conversiones 69' Francisco Giorgi Amarilla: 48' Nicolás Silva | Árbitro(s): Claudio Antonio (Cuyo) | Árbitro(s): Claudio Antonio (Cuyo) |

| 22 de marzo | CUBA | 16 - 13 | CASI | Los Polvorines, Los Polvorines            |                                           |
|             | Tries Facundo Bosch 79' Conversiones Bautista Güemes 79' Penales Bautista Güemes 24', 46', 67' Amarilla: Lucas Maguire 60' | Reporte | Tries 9' Francisco Corbacho 41' Ezequiel Vali Penales 61' Ignacio Almela Amarilla: 66' Fernando Gregorini | Árbitro(s): Jerónimo Tello (Buenos Aires) | Árbitro(s): Jerónimo Tello (Buenos Aires) |

Tercera fecha
| 29 de marzo | CASI | 26 - 22 | Gimnasia y Esgrima (R) | Cancha de CASI, San Isidro       |                                  |
|             | Tries Fernando Gregorini 6' Tobías Casaurang 15' Conversiones Ignacio Almela 6', 15' Penales Ignacio Almela 27', 39', 67' Drop Ignacio Almela 41' | Reporte | Tries 27' Francisco Giorgi 31' Emiliano Dinucci 72' José Forlla 79' Fernando Albarracín Conversiones 27' Francisco Giorgi Penales | Árbitro(s): Jason Mola (Córdoba) | Árbitro(s): Jason Mola (Córdoba) |

| 29 de marzo | CUBA | 15 - 3  | Universitario (T)                                                                | Los Polvorines, Los Polvorines            |                                           |
|             | Tries Facundo Bosch 15' Rodrigo Arévalo 29' Conversiones Bautista Güemes 15' Penales Bautista Güemes 66' Sin bin: Lúcas Piña 73' | Reporte | Penales 45' Juan Manuel Rodríguez Sin bin: 50' Jorge Herrera 57' Federico Gálvez | Árbitro(s): Jerónimo Tello (Buenos Aires) | Árbitro(s): Jerónimo Tello (Buenos Aires) |

Cuarta fecha
| 5 de abril | CUBA | 43 - 3  | Gimnasia y Esgrima (R)                                 | Los Polvorines, Los Polvorines           |                                          |
|            | Tries Pedro Bence Pieres 2', 37', 46' Rodrigo Ávalos 21' Lucas Ponce 55' Matías Moroni 73' Conversiones Bautista Güemes 21', 46', 55' Try penal Bautista Güemes 35' Amarilla: Nicolás Quadri 12' | Reporte | Penales 13' Ignacio Righi Amarilla: 12' Vito Scaglione | Árbitro(s): Fernando Martorell (Tucumán) | Árbitro(s): Fernando Martorell (Tucumán) |

| 5 de abril | CASI | 22 - 15 | Universitario (T) | Cancha de CASI, San Isidro         |                                    |
|            | Tries Ignacio Almela 51' Bruno Devoto 58' Penales Ignacion Almela 14', 21', 32', 40' Sin bin: Juan Ymaz 72' | Reporte | Tries 75' Nicolás Sbrocco 80' Martín Arregui Conversiones 80' Martín Arregui Penales 34' Juan Manuel Rodríguez Sin bin: 30' Leopoldo de Chazal 40' Nicolás López 57' Álvaro Galindo 80' Lisandro Ahualli de Chazal | Árbitro(s): Mauro Rivera (Rosario) | Árbitro(s): Mauro Rivera (Rosario) |

Quinta fecha
| 12 de abril | Gimnasia y Esgrima (R) | 34 - 23 | Universitario (T) | Cancha de Gimnasia, Rosario           |                                       |
|             | Tries José Forlla 17' Franco Gentili 31' Fernando Albarracín 39', 59' Conversiones Ramiro Picotto 17', 31', 39', 59' Penales Ramiro Picotto 44', 73' Amarilla: Andrés Speziali 77' | Reporte | Tries 14' Nicolás Centurión 74' Sanitago Iglesias Vladés Try penal: 56', 69' Juan Manuel Rodríguez Expulsado: 32' Nicolás Sbrocco | Árbitro(s): Thomas Charabas (Francia) | Árbitro(s): Thomas Charabas (Francia) |

| 12 de abril | CASI | 24 - 19 | CUBA | Cancha de CASI, San Isidro                                    |                                                               |
|             | Tries Martín Landajo 26' Bruno Devoto 43' Conversiones Ignacio Almela 26' Penales Ignacio Almela 3', 32', 58', 68' Sin bin: Martín Landajo 74' | Reporte | Tries 7' Facundo Bosch Conversiones 7' Bautista Güemes Penales 13', 22', 36', 65' Bautista Güemes Sin bin: 31' Facundo Bosch | Árbitro(s): Gustavo Tomanovich Unión de Rugby de Buenos Aires | Árbitro(s): Gustavo Tomanovich Unión de Rugby de Buenos Aires |

Sexta fecha
| 19 de abril | Gimnasia y Esgrima (R) | 24 - 29 | CASI | Cancha de Gimnasia, Rosario      |                                  |
|             | Tries Fernando Albarracín 20' Alejandro Molinari 42' Marco Gentili48' Alejandro Poza 72' Conversiones Ramiro Picotto 20', 72' Amarilla: Nicolás Gouthier 46' | Reporte | Tries 1' Tobías Casaurang 13' Juan Campero 30' Franco Fasano 62' Santiago Álvarez Conversiones 1', 13', 62' Tobías Casaurang Penales 47' Tobías Casaurang Amarilla: 69' Cristian Potarsky 34' Juan Ymaz | Árbitro(s): Jason Mola (Córdoba) | Árbitro(s): Jason Mola (Córdoba) |

| 19 de abril | Universitario (T) | 36 - 10 | CUBA | Cancha de Universitario, Tucumán       |                                        |
|             | Tries Juan Rodríguez 28' Martín Nieva 73' Gerónoimo Mora 77' Conversiones Juan Rodríguez 77' Penales Juan Rodríguez 18', 22', 28', 50', 66' Try penal Juan Rodríguez 61' Sin bin: Lisandro Ahualli 8' Álvaro Galindo 28' Nicolás Centurión 64' | Reporte | Tries 39' Joaquín Alemán Conversiones 39' Juan Cruz González Penales 15' Juan Cruz González Sin bin: 45' Federico Ordoñez 52' Joaquín Alemán 64' Rodrígo Ávalos | Árbitro(s): Emilio Traverso (Santa Fe) | Árbitro(s): Emilio Traverso (Santa Fe) |

### Zona 2
| Pos. | Equipo               | Encuentros | Encuentros | Encuentros | Encuentros | Tantos | Tantos | Tantos | Bonus | Bonus | Puntos |
| Pos. | Equipo               | PJ         | PG         | PE         | PP         | F      | C      | Dif    | BO    | BD    | Puntos |
| ---- | -------------------- | ---------- | ---------- | ---------- | ---------- | ------ | ------ | ------ | ----- | ----- | ------ |
| 1.º  | Duendes              | 6          | 5          | 0          | 1          | 197    | 127    | +70    | 4     |       | 24     |
| 2.º  | Jockey Club (C)      | 6          | 3          | 0          | 3          | 153    | 171    | -18    | 2     | 1     | 15     |
| 3.º  | Santiago Lawn Tennis | 6          | 3          | 0          | 3          | 147    | 143    | +4     | 2     |       | 14     |
| 4.º  | SIC                  | 6          | 1          | 0          | 5          | 127    | 183    | -56    |       | 2     | 6      |

|  | Clasificado a las semifinales.           |
|  | Disputa las semifinales por el descenso. |

Primera fecha
| 15 de marzo | Duendes | 37 - 26 | Santiago Lawn Tennis | Las Delicias, Rosario                       |                                             |
|             | Tries Nicolás Galatro 11' Felipe Arregui 16' Emiliano Bonfelli 21' Santiago Araujo 36' Vittorio Rosti 65' Conversiones Emiliano Bonfelli 11', 36', 65' Penales Emiliano Bonfelli 29', 59' Sin bin: Maximiliano Nannini 5' | Reporte | Tries 5' Lucas Cantos 14' Juan Pablo Mirolo Conversiones 5',14' Agustín Cartier Penales 26', 62', 73' Agustín Cartier Drops 23' Agustín Cartier | Árbitro(s): Federico Anselmi (Buenos Aires) | Árbitro(s): Federico Anselmi (Buenos Aires) |

| 15 de marzo | Jockey Club (C) | 27 - 34 | SIC | Cancha de Jockey Club, Córdoba     |                                    |
|             | Tries Ignacio Plans 14' Federico Zalazar 41', 73' Conversiones Francisco Lazcano 14', 41', 73' Penales Francisco Lazcano 33', 53' Sin bin: Rodrigo Michelotti 76' | Reporte | Tries 25', 59' Gonzalo Semmartín Conversiones 59' Santiago Méndez Penales 34', 45', 51', 55', 80' Santiago Méndez Sin bin: 46' Juan Aguirre | Árbitro(s): Mauro Rivera (Rosario) | Árbitro(s): Mauro Rivera (Rosario) |

Segunda fecha
| 22 de marzo | Santiago Lawn Tennis | 39 - 20 | Jockey Club (C) | Cancha de SLTC, Santiago del Estero      |                                          |
|             | Tries Cristian Rodríguez 39', 71' Mariano García 46' Gonzalo Leguizamón 75' Conversiones Agustín Cartier 39', 67', 71' Penales Agustín Cartier 7', 14', 28' Drop Agustín Cartier 60', 62' Amarilla: Juan Ignacio Lemos 78' | Reporte | Tries 11' Leonardo Brunetto 20' Federico Salazar Conversiones 11', 20', Francisco Lazcano Penales 34', 57' Francisco Lazcano Amarilla: 54' Francis Errecaborde | Árbitro(s): Santiago Martorell (Tucumán) | Árbitro(s): Santiago Martorell (Tucumán) |

| 22 de marzo | SIC                                                                                             | 16 - 42 | Duendes | Cancha de SIC, San Isidro                |                                          |
|             | Tries Fernández Madero 78' Conversiones Santiago Méndez 78' Penales Santiago Méndez 3', 6', 46' | Reporte | Tries 30' Juan Rapuzzi 51' Santiago Araujo 69' Emiliano Boffeli 71' Álvaro Fulco 80' Hugo Céspedes 80'+ Hernán Resta Conversiones 51', 69', 80' Emiliano Boffeli Penales 20', 28' Emiliano Boffeli Amarilla: 46' Álvaro Fulco | Árbitro(s): Santiago Altobelli (Tucumán) | Árbitro(s): Santiago Altobelli (Tucumán) |

Tercera fecha
| 29 de marzo | SIC | 19 - 20 | Santiago Lawn Tennis | Cancha de SIC, San Isidro              |                                        |
|             | Tries Cristian Etchart 14' Conversiones Bernardo Scuderi 14' Penales Bernardo Scuderi 37', 40', 64' Gastón Tinari 31' Sin bin: Agustín Rosenblatt 47' | Reporte | Tries 19' Facundo Isa 50' Nicolás Gorkiewickz Conversiones 19', 50' Agustín Cartier Penales 16', 33' Agustín Cartier Sin Bin: 15' Tomás Lezana 63' Mariano García | Árbitro(s): Emilio Traversa (Santa Fe) | Árbitro(s): Emilio Traversa (Santa Fe) |

| 29 de marzo | Jockey Club (C) | 18 - 39 | Duendes | Cancha de Jockey Club, Córdoba                |                                               |
|             | Tries Ignacio Plans 31' Matías Jara 73' Conversiones Francisco Lazcano 31' Penales Francisco Lazcano 50' Drop Francisco Lazcano 5' | Reporte | Tries 18' S. Boffeli 38' Juan Manuel Prieto 60' Santiago Araujo 71' Álvaro Fulco 80' Emiliano Boffeli Conversiones 38', 60', 71', 80' S. Boffeli Penales 5', 57' Emiliano Boffeli | Árbitro(s): Sebastián Figueroa (Buenos Aires) | Árbitro(s): Sebastián Figueroa (Buenos Aires) |

Cuarta fecha
| 5 de abril | Santiago Lawn Tennis                                 | 8 - 18  | Duendes                                                                                           | Cancha de SLTC, Santiago del Estero      |                                          |
|            | Tries Tomás Robinson 38' Penales Agustín Cartier 45' | Reporte | Tries 8' Pedro Imhoff Penales 14' Román Miralles 62' Santiago Araujo Try penal 51' Román Miralles | Árbitro(s): Matías Fresia (Buenos Aires) | Árbitro(s): Matías Fresia (Buenos Aires) |

| 5 de abril | SIC | 18 - 20 | Jockey Club (C) | Cancha de SIC, San Isidro            |                                      |
|            | Tries Gonzalo Semmartin 31' Agustín Rosenblatt 75' Conversiones Ignacion Benavídez 31', 63' Penales Ignacio Benavídez 13' | Reporte | Tries 38', 45' Matías Jara Conversiones 38' Francisco Lazcano Penales 10', 45' Francisco Lazcano Sin bin: 34' Ramiro Robledo | Árbitro(s): Joaquín Montes (Uruguay) | Árbitro(s): Joaquín Montes (Uruguay) |

Quinta fecha
| 12 de abril | Jockey Club (C) | 31 - 20 | Santiago Lawn Tennis                                                                                             | Cancha de Jockey Club, Córdoba     |                                    |
|             | Tries Juan Pablo Romero Cáceres 4' Francisco Lazcano 12', 50' Federico Salazar 40'+ Conversiones Francisco Lazcano 4', 12', 40'+ Try penal Francisco Lazcano 30' Amarilla: Santiago López Vaca 5' Ramiro Robledo 35' | Reporte | Tries 52' Lucas Cantos 70' Sebastián Silva Conversiones 52', 70' Agustín Cartier Penales 6', 46' Agustín Cartier | Árbitro(s): Mauro Rivera (Rosario) | Árbitro(s): Mauro Rivera (Rosario) |

| 12 de abril | Duendes | 40 - 22 | SIC | Las Delicias, Rosario               |                                     |
|             | Tries Juan Rapuzzi 10', 15' Hernán Resta 41', 75' Jerónimo De la Fuente 47' Juan Manuel Roqués 51' Conversiones Román Miralles 15', 41', 47', 51', 75' Sin bin: Vittorio Rosti 21' Jerónimo De la Fuente 57' | Reporte | Tries 58' Alan Kessen 61' Federico Tinari Conversiones 61' Ignacio Benavídez Penales 22' Ignacion Benavídez Sin bin: 38' Maximiliano Nannini | Árbitro(s): Maxime Chalon (Francia) | Árbitro(s): Maxime Chalon (Francia) |

Sexta fecha
| 19 de abril | Santiago Lawn Tennis | 34 - 18 | SIC | Cancha de SLTC, Santiago del Estero      |                                          |
|             | Tries Juan Pablo Mirolo 47', 68' Lúcas Cantos 60' Juan Pablo Caldera 80' Conversiones Agustín Cartier 68' Penales Agustín Cartier 11', 22', 40' Drop Juan Pablo Mirolo 51' | Reporte | Tries 71' Mariano Miguens 79' Ignacio Benavídez Conversiones 79' Ignacio Benavídez Penales 18' Ignacio Benavídez Drop 1' Gonzalo Semmartin | Árbitro(s): Santiago Altobelli (Tucumán) | Árbitro(s): Santiago Altobelli (Tucumán) |

| 19 de abril | Duendes | 21 - 37 | Jockey Club (C) | Las Delicias, Rosario                           |                                                 |
|             | Tries Pedro Escalante 44' Juan Manuel Roques 52' Exequiel Céspedes 71' Conversiones Román Miralles 44', 52', 71' Amarilla: Mateo Escalante 9' | Reporte | Tries 13' Julio Deheza 15', 26' Leandro Brunetto 61' Juan Soler 79' Tomás Bertotti Conversiones 15', 26', 61' Francisco Lazcano Penales 1', 56' Francisco Lazcano | Árbitro(s): Ignacio Iparraguirre (Buenos Aires) | Árbitro(s): Ignacio Iparraguirre (Buenos Aires) |

### Zona 3
| Pos. | Equipo            | Encuentros | Encuentros | Encuentros | Encuentros | Tantos | Tantos | Tantos | Bonus | Bonus | Puntos |
| Pos. | Equipo            | PJ         | PG         | PE         | PP         | F      | C      | Dif    | BO    | BD    | Puntos |
| ---- | ----------------- | ---------- | ---------- | ---------- | ---------- | ------ | ------ | ------ | ----- | ----- | ------ |
| 1.º  | Hindú             | 6          | 3          | 0          | 3          | 158    | 151    | +7     | 4     | 3     | 19     |
| 2.º  | Belgrano Athletic | 6          | 4          | 0          | 2          | 176    | 162    | +14    | 2     |       | 18     |
| 3.º  | La Tablada        | 6          | 3          | 0          | 3          | 138    | 147    | -9     | 2     |       | 14     |
| 4.º  | Tucumán RC        | 6          | 2          | 0          | 4          | 159    | 171    | -12    | 2     | 3     | 13     |

|  | Clasificado a las semifinales.           |
|  | Disputa las semifinales por el descenso. |

Primera fecha
| 15 de marzo | Tucumán RC | 23 - 25 | Hindú | Cancha de Tucumán R.C., Tucumán    |                                    |
|             | Tries Sebastían Ponce 28' Nicolás Fortino 66' Conversiones Jorge Domínguez 28' Juan Novillo 66' Penales Jorge Domínguez 10', 27', 56' | Reporte | Tries 31' Mariano de la Fuente 44' Bautista Ezcurra 19' Patricio Guisasola Conversiones 44' Hernán Senillosa Penales 80' Hernán Senillosa | Árbitro(s): Claudio Antonio (Cuyo) | Árbitro(s): Claudio Antonio (Cuyo) |

| 15 de marzo | La Tablada | 16 - 26 | Belgrano Athletic | Cancha de La Tablada, Córdoba          |                                        |
|             | Tries Santiago Tobal 16' Conversiones Ramiro Pez 16' Penales Ramiro Pez 14', 26', 67' Sin bin Gonzalo Cumella 78' | Reporte | Tries 4' Tomás Arizaga 51' Joaquín Luchetti Conversiones 4', 51' Agustín López Iscardi Penales 9', 23', 58', 79' Agustín López Iscardi Sin bin 18' Julian Rebussone 80'+ Agustín Gómez Di Nardo | Árbitro(s): Emilio Traverso (Santa Fe) | Árbitro(s): Emilio Traverso (Santa Fe) |

Segunda fecha
| 22 de marzo | La Tablada                                                                                             | 14 - 25 | Tucumán RC | Cancha de La Tablada, Córdoba      |                                    |
|             | Tries Felipe Nougués 58' Penales Ramiro Pez 53', 77' Drop Ramiro Pez 33' Amarilla: Gonzalo Cumella 37' | Reporte | Tries 6', 21' Juan Leon Novillo 68' Juan Martín Guerineau Conversiones 5', 21' Jorge Domínguez Penales 55', 80' Jorge Domínguez Amarilla: 13' Agustín Posse | Árbitro(s): Mauro Rivera (Rosario) | Árbitro(s): Mauro Rivera (Rosario) |

| 22 de marzo | Hindú | 39 - 23 | Belgrano Athletic | Hindú Club, Don Torcuato                 |                                          |
|             | Tries Francisco Cúneo 9' Mariano de la Fuente 23' Agustín Schab 33' Joaquín Díaz Bonilla 36' Lucas Camacho 65' Gonzalo Delguy 77' Conversiones Hernán Senillosa 33', 65' Severiano Escobio 77' Penales Hernán Senillosa 51' Amarilla: Agustín Schab 62' Sin bin Agustín Schab 51' | Reporte | Tries 23', 33' Santiago Uriburu 80'+ Agustín López Isnardi Conversiones 80'+ Agustín López Isnardi Penales 12', 26' Agustín López Isnardi Amarilla: 22' Damián Panizzo 50' Tomás Arizaga Sin bin 22' Damián Panizzo 50' Tomás Arizaga | Árbitro(s): Matías Fresia (Buenos Aires) | Árbitro(s): Matías Fresia (Buenos Aires) |

Tercera fecha
| 29 de marzo | Belgrano Athletic | 30 - 29 | Tucumán RC | Cancha de Belgrano, Pilar                   |                                             |
|             | Tries Tomás Venter 11' Francisco Ferronato 60' Matías Massera 75' Penales Tomás Rosati 13', 36', 49', 75' Try penal Tomás Rosati 49' | Reporte | Tries 5' Lúcas Cartier 7' Gonzalo García Araoz 14' Nicolás Fortino 22' Juan Novillo Conversiones 7', 14', 22' Juan Novillo Penales 30' Juan Novillo | Árbitro(s): Juan Hernán Sylvestre (Rosario) | Árbitro(s): Juan Hernán Sylvestre (Rosario) |

| 29 de marzo | Hindú | 25 - 26 | La Tablada | Hindú Club, Don Torcuato           |                                    |
|             | Tries Mariano de la Fuente 26' Patricio Guisasola 56' Lucas Camacho 60' Francisco Bosch 79' Conversiones Hernán Senillosa 56' Penales Hernán Senillosa 69' Sin bin Agustín Schab 38' | Reporte | Tries 30' Mateo Tomalino 73' Marcos Cano 80'+ Marcos Nicola Conversiones 80+ Ramiro Pez Penales 15', 42', 54' Ramiro Pez | Árbitro(s): Carlos Poggi (Rosario) | Árbitro(s): Carlos Poggi (Rosario) |

Cuarta fecha
| 5 de abril | Hindú | 24 - 22 | Tucumán RC | Hindú Club, Don Torcuato         |                                  |
|            | Tries Mariano de la Fuente 27', 37' Bautista Álvarez 40' Francisco Cuneó 61' Conversiones Hernán Senillosa 37', 40' Penales Sin bin: Mariano de la Fuente 69' | Reporte | Tries 53' Gonzalo García Araóz 62' Augusto López Salas 73' Gustavo Paez Lastra Conversiones 53', 62' Jorge Domínguez Penales 66' Jorge Domínguez Sin bin: 36' Gonzalo García Araóz | Árbitro(s): Jason Mola (Cordoba) | Árbitro(s): Jason Mola (Cordoba) |

| 5 de abril | Belgrano Athletic                                                               | 12 - 32 | La Tablada | Cancha de Belgrano, Pilar                     |                                               |
|            | Tries Francisco Cubelli 39' Alejandro Galli 68' Conversiones Tomás Rossatti 39' | Reporte | Tries 20' Marcos Cano 25' Juan Pablo Hissa 30' Mateo Tomalino Conversiones 25', 30' Ramiro Pez 79' Felipe Nogues Penales 17', 55', 79' Ramiro Pez | Árbitro(s): Francisco Pastrana (Buenos Aires) | Árbitro(s): Francisco Pastrana (Buenos Aires) |

Quinta fecha
| 12 de abril | Tucumán RC | 24 - 14 | La Tablada                                                                        | Cancha de Tucumán R.C., Tucumán                 |                                                 |
|             | Tries Nicolás Fortino 4' Gustavo Martínez Zavalía 22' Conversiones Jorge Domínguez 4', 22' Penales Juan León Novillo 32' Try penal Juan León Novillo 39' Amarilla: Gonzalo García Aráoz 80' | Reporte | Tries 47' Marcos Cano 58' Matías Alemano Conversiones 47', 58' Ramiro Pez Penales | Árbitro(s): Ignacio Iparraguirre (Buenos Aires) | Árbitro(s): Ignacio Iparraguirre (Buenos Aires) |

| 12 de abril | Belgrano Athletic | 21 - 10 | Hindú                                        | Cancha de Belgrano, Pilar                     |                                               |
|             | Tries Alejandro Galli 10' Julián Tisminetsky 33' Conversiones Agustín López Isnardi 33' Penales Agustín López Isnardi 2', 24', 71' | Reporte | Tries 4' Esteban Durand 39' Hernán Senillosa | Árbitro(s): Sebastián Figueroa (Buenos Aires) | Árbitro(s): Sebastián Figueroa (Buenos Aires) |

Sexta fecha
| 19 de abril | Tucumán RC | 36 - 64 | Belgrano Athletic | Cancha de Tucumán R.C., Tucumán               |                                               |
|             | Tries Gonzalo Manso 5' Juan León Novillo 29' Lucas Santamarina 46' Augusto López 73' Conversiones Juan León Novillo 5', 46', 73' Penales Juan León Novillo 10' Try penal Augusto López Salas 74' Amarilla: Martín Hernández 66' | Reporte | Tries 7', 24', 43' Tomás Cubelli 39' Nicolás López 59', 70' Tomás Rosati 64', 66' Francisco Cubelli Conversiones 7', 39', 43', 59', 66', 70' Agustín López Isnardi Penales 2', 18', 57', 80' Agustín López Isnardi Amarilla: 74' Sebastían Gastaldi | Árbitro(s): Francisco Pastrana (Buenos Aires) | Árbitro(s): Francisco Pastrana (Buenos Aires) |

| 19 de abril | La Tablada | 36 - 35 | Hindú | Cancha de La Tablada, Córdoba      |                                    |
|             | Tries Gastón Revol 13', 17' Juan Pablo Hissa 55' Felipe Nougues 66' Conversiones Ramiro Pez 13', ??' Penales Ramiro Pez 22', 64', 76', 80'+ Amarilla: Martín Tobal | Reporte | Tries 19' Francisco Cúneo 30' Diego Liberato 37' Mariano De La Fuente 48' Bautista Álvarez Conversiones 19', 37', 48' Joaquín Díaz Bonilla Penales 8', 74', 78' Joaquín Díaz Bonilla Amarilla: Bautista Álvarez, Gonzalo Delguy, Estéban Durand Expulsado: 70' Estéban Durand | Árbitro(s): Mauro Rivera (Rosario) | Árbitro(s): Mauro Rivera (Rosario) |

### Zona 4
| Pos. | Equipo          | Encuentros | Encuentros | Encuentros | Encuentros | Tantos | Tantos | Tantos | Bonus | Bonus | Puntos |
| Pos. | Equipo          | PJ         | PG         | PE         | PP         | F      | C      | Dif    | BO    | BD    | Puntos |
| ---- | --------------- | ---------- | ---------- | ---------- | ---------- | ------ | ------ | ------ | ----- | ----- | ------ |
| 1.º  | Jockey Club (R) | 6          | 4          | 0          | 2          | 171    | 145    | + 26   | 3     | 1     | 20     |
| 2.º  | Tala            | 6          | 4          | 1          | 1          | 128    | 115    | + 13   | 1     |       | 19     |
| 3.º  | Newman          | 6          | 2          | 1          | 3          | 103    | 112    | - 9    |       | 2     | 12     |
| 4.º  | Alumni          | 6          | 1          | 0          | 5          | 101    | 131    | - 30   | 1     | 4     | 9      |

|  | Clasificado a las semifinales.           |
|  | Disputa las semifinales por el descenso. |

Primera fecha
| 15 de marzo | Alumni                                                            | 14 - 20 | Tala | Cancha de Alumni, Tortuguitas            |                                          |
|             | Tries Fermín Paz 44' Penales Maximiliano Provenzano 29', 37', 52' | Reporte | Tries 4' Aníbal Panceyra Garrido 41' Rodolfo Ambrosio Conversiones 4', 41' Stefano Ambrosio Penales 66', 70' Stefano Ambrosio | Árbitro(s): Fernando Martorell (Tucumán) | Árbitro(s): Fernando Martorell (Tucumán) |

| 15 de marzo | Newman                                                                                            | 16 - 21 | Jockey Club (R) | Manolo O'Brien, Benavídez        |                                  |
|             | Tries Germán Mignone 37' Conversiones Felipe Contepomi 37' Penales Felipe Contepomi 10', 51', 62' | Reporte | Tries 24' Lisandro Zeno 42' Andrés Comba 57' Gonzalo Crespi Conversiones 24', 42', 57' Gonzalo Crespi Sin bin: 61' Andrés Comba 79' Felipe Tellería | Árbitro(s): Jason Mola (Córdoba) | Árbitro(s): Jason Mola (Córdoba) |

Segunda fecha
| 22 de marzo | Newman                                                                                    | 12 - 6  | Alumni                                                              | Manolo O'Brien, Benavídez                     |                                               |
|             | Penales Felipe Contepomi 4', 14', 22', 79' Amarilla: Mateo Ventura 60' Marcelo Brandi 72' | Reporte | Penales 28', 37' Máximo Provenzano Amarilla: 72' Francisco Molinari | Árbitro(s): Gustavo Tomanovich (Buenos Aires) | Árbitro(s): Gustavo Tomanovich (Buenos Aires) |

| 22 de marzo | Tala | 32 - 24 | Jockey Club (R) | Cancha de Tala R.C., Villa Walcarde           |                                               |
|             | Tries Martín Freytes 59' Tomás Del Punta 71' Conversiones Stefano Ambrosio 59', 71' Penales S. Ambrosio 2', 15', 30', 49', 65' Amarilla: Javier Ruiz 68' | Reporte | Tries 25' Facundo Lucas 33' Dan Isaack Conversiones 25' Gonzalo Crespi Penales 7', 52', 62', 69' Gonzalo Crespi Amarilla: 30' Tomás Baravalle | Árbitro(s): Sebastián Figueroa (Buenos Aires) | Árbitro(s): Sebastián Figueroa (Buenos Aires) |

Tercera fecha
| 29 de marzo | Jockey Club (R) | 29 - 32 | Alumni | Cuatro Hectáreas, Rosario                |                                          |
|             | Tries Dan Isaack 29' Nicolás de Battista 41' Felipe Tellería 51' Conversiones Gonzalo Crespi 29', 51' Penales Gonzalo Crespi 3' Try penal Gonzalo Crespi 40' | Reporte | Tries 14' Franco Sábato 39' Mariano Pedernera 58' Gerónimo Mazzoni 63' Rafael Desanto Conversiones 39', 58', 63' Máximo Provenzano Penales 25', 75' Máximo Provenzano Sin bin 40' Rafael Desanto | Árbitro(s): Santiago Altobelli (Tucumán) | Árbitro(s): Santiago Altobelli (Tucumán) |

| 29 de marzo | Tala | 37 - 24 | Newman | Cancha de Tala, Villa Warcalde     |                                    |
|             | Tries Germán Schulz 21', 27' Guillermo Albrisi 43' Gonzalo Ruiz 72' Conversiones S. Ambrosio 21', 27', 43', 80'+ (83) Penales Stefano Ambrosio 51', 63', 72' Sin bin José Escuti 70' | Reporte | Tries 32' Marcos Bollini 77' Passman 80' Giménez Conversiones 32', 77', 80' Alfredo Cordone Penales 41' Alfredo Cordone | Árbitro(s): Mauro Rivera (Rosario) | Árbitro(s): Mauro Rivera (Rosario) |

Cuarta fecha
| 5 de abril | Tala                                                                                        | 14 - 13 | Alumni | Cancha de Tala, Villa Warcalde     |                                    |
|            | Tries Ramiro Benavídez 4' Aníbal Panceyra Garrido 41' Conversiones Stefano Ambrosio 4', 41' | Reporte | Tries 78' Fermín Paz Conversiones 78' Santiago González Iglesias Penales 18', 42' Santiago González Iglesias | Árbitro(s): Claudio Antonio (Cuyo) | Árbitro(s): Claudio Antonio (Cuyo) |

| 5 de abril | Jockey Club (R) | 28 - 24 | Newman | Cuatro Hectáreas, Rosario              |                                        |
|            | Tries Andrés Comba 64' Tomás Baravalle 67' Ignacio Mackey 72' Conversiones Patricio Fernández 64', 67' Penales Patricio Fernández 9', 22',89' Sin bin: Juan Martín Suárez 80' | Reporte | Tries 50' Agustín Grosio Penales 2' Gonzalo Gutiérrez Taboada Drop 11', 24', 48' Gutierrez Taboada Try penal 12' Gonzalo Gutierrez Taboada Sin bin: 16' Marcelo Brandi 62' Sebastián Giménez 66' Felipe Contepomi | Árbitro(s): Emilio Traverso (Santa Fe) | Árbitro(s): Emilio Traverso (Santa Fe) |

Quinta fecha
| 12 de abril | Alumni                                                              | 8 - 15  | Newman | Cancha de Alumni, Tortuguitas            |                                          |
|             | Tries Franco Battezatti 40'+ Penales Santiago González Iglesias 32' | Reporte | Tries 23' Miguel Urtubey 38' Mateo Ventura Conversiones 23' Gonzalo Gutiérrez Taboada Sin bin: 71' Tomás Rauch | Árbitro(s): Matías Fresia (Buenos Aires) | Árbitro(s): Matías Fresia (Buenos Aires) |

| 12 de abril | Jockey Club (R) | 28 - 13 | Tala                                                                                            | Cuatro Hectáreas, Rosario                     |                                               |
|             | Tries Ignacio Narvaja 19' Andrés Comba 56' Nicolás Battista 62' Ignacio Makey 76' Conversiones Patricio Fernández 19', 56' Penales Patricio Fernández 12', 45' Amarilla: Dan Isaack 49' | Reporte | Tries 53' Guillermo Albrisi Conversiones 53' Stefano Ambrosio Penales 38', 46' Stefano Ambrosio | Árbitro(s): Francisco Pastrana (Buenos Aires) | Árbitro(s): Francisco Pastrana (Buenos Aires) |

Sexta fecha
| 19 de abril | Alumni | 28 - 41 | Jockey Club (R) | Cancha de Alumni, Tortuguitas         |                                       |
|             | Tries Franco Sábato 9', 22', 52' Santiago Furesz 78' Conversiones Santiago González Iglesias 78' Penales Santiago González Iglesias 38', 47' | Reporte | Tries 1', 50' Dan Isaack 15', 18' Lucas Belgrano 67' Nicolás De Battista 80' Ignacio Makey Conversiones 1', 18', 50', 67' Patricio Fernández Penales 42' Patricio Fernández | Árbitro(s): Thomas Charabas (Francia) | Árbitro(s): Thomas Charabas (Francia) |

| 19 de abril | Newman                                                                  | 12 - 12 | Tala                                                                                      | Manolo O'Brien, Benavídez           |                                     |
|             | Penales Felipe Contepomi 25', 34', 46', 80' Amarilla: Luciano Borio 38' | Reporte | Penales 5', 42', 50', 76' Stefano Ambrosio Amarilla: 44' Marcos Lobato 65' Facundo Gigena | Árbitro(s): Maxime Chalon (Francia) | Árbitro(s): Maxime Chalon (Francia) |

## Fase final
|  | Semifinales     | Semifinales     | Semifinales |         |      | Final     | Final     | Final     |  |
|  | 26 de abril     | 26 de abril     | 26 de abril |         |      | 3 de mayo | 3 de mayo | 3 de mayo |  |
|  |                 |                 |             |         |      |           |           |           |  |
|  |                 |                 |             |         |      |           |           |           |  |
|  | Jockey Club (R) | Jockey Club (R) | 12          |         |      |           |           |           |  |
|  | Jockey Club (R) | Jockey Club (R) | 12          |         |      |           |           |           |  |
|  | CUBA            | CUBA            | 21          |         |      |           |           |           |  |
|  | CUBA            | CUBA            | 21          |         | CUBA | CUBA      | 21        |           |  |
|  |                 |                 |             |         | CUBA | CUBA      | 21        |           |  |
|  |                 |                 | Duendes     | Duendes | 20   |           |           |           |  |
|  | Duendes         | Duendes         | Duendes     | Duendes | 20   | 18        |           |           |  |
|  | Duendes         | Duendes         |             |         |      | 18        |           |           |  |
|  | Hindú           | Hindú           | 16          |         |      |           |           |           |  |
|  | Hindú           | Hindú           | 16          |         |      |           |           |           |  |
|  |                 |                 |             |         |      |           |           |           |  |

### Semifinales
| 26 de abril, 17:30 | Jockey Club (R)                                                                                | 12 - 21 | CUBA | Cuatro Hectáreas, Rosario                     |                                               |
|                    | Penales Patricio Fernández 4', 27' Try penal Patricio Fernández 71' Amarilla Lisandro Zeno 60' | Reporte | Tries 14' Juan Cruz González 57' Rodrigo Ávalos Conversiones 57' Bautista Güemes Penales 10', 18', 31' Bautista Güemes | Árbitro(s): Francisco Pastrana (Buenos Aires) | Árbitro(s): Francisco Pastrana (Buenos Aires) |

| 26 de abril, 14:30 | Duendes                                                               | 18 - 16 | Hindú | Las Delicias, Rosario                    |                                          |
|                    | Penales Tomás Carrió 14', 39', 49', 61', 70' Drop Santiago Araujo 22' | Reporte | Tries 31' Mariano De La Fuente 74' Bautista Álvarez Penales 1', 17' Joaquín Díaz Bonilla Sin bin 38' Augusto Faraone | Árbitro(s): Santiago Altobelli (Tucumán) | Árbitro(s): Santiago Altobelli (Tucumán) |

### Final
| CUBA                                                           | \| CUBA 21 \| CUBA 21 \| Duendes R.C. 20 \| Duendes R.C. 20 \| \| -------------------------------------------------------------- \| ------- \| --------------- \| ----------------------------------------- \| \| 3 de mayo de 2014, 15:00 (UTC-3) Cancha de CUBA, Villa de Mayo \| \| \| \| \| Juan Cruz González \| 15 \| 15 \| Tomás Carrió \| \| Felipe Benegas \| 14 \| 14 \| Genaro Carrió \| \| Matías Moroni \| 13 \| 13 \| Maximiliano Nannini \| \| Rodrigo Ávalos \| 12 \| 12 \| Jerónimo De La Fuente \| \| Pedro Bence Pieres \| 11 \| 11 \| Juan Manuel Rapuzzi \| \| Bautista Güemes \| 10 \| 10 \| Santiago Araujo 80' \| \| Joaquín Hardoy \| 9 \| 9 \| Hernán Resta 58' \| \| 44' Mateo Zambruno \| 8 \| 8 \| José Basso \| \| Tomás De La Vega \| 7 \| 7 \| Nicolás Galatro \| \| 81' Lucas Piña \| 6 \| 6 \| Ignacio Fantin \| \| 63' Lucas Ponce \| 5 \| 5 \| Facundo Sacovecci 55' \| \| Santiago Uriarte \| 4 \| 4 \| Simón Bonfelli \| \| Nicolás Quadri \| 3 \| 3 \| Federico Avetta 45' \| \| Facundo Bosch \| 2 \| 2 \| Exequiel Céspedes 63' \| \| 81' Pablo Quadri \| 1 \| 1 \| Federico Cej 21' \| \| Entrenadores \| \| \| \| \| Roberto Estéban Lasala Carlos Benítez Cruz Juan Capdepont \| DT \| DT \| Fernando Bilbao Hugo Céspedes Lucas Bouza \| \| Cambios \| \| \| \| \| 44' Lucas Maguire \| \| \| Guido Randizzi 21' \| \| 63' Sebastián Médica \| \| \| Guillermo Carranza 45' \| \| 81' Agustín Elías \| \| \| Leandro González 55' \| \| 81' Santiago Iramain \| \| \| Pedro Escalante 58' \| \| \| \| \| Manuel Dalla Valle 63' \| \| \| \| \| Mateo Escalante 80' \| \| Árbitros[17] \| \| \| \| \| Francisco Pastrana (Unión Argentina de Rugby) \| \| \| \| \| Santiago Altobelli (Unión de Rugby de Tucumán) \| \| \| \| \| Jason Mola (Unión Cordobesa de Rugby) \| \| \| \| \| Desarrollo \| \| \| \| \| Try Facundo Bosch \| 5' \| 5' \| \| \| Penal Bautista Güemes \| 9' \| 9' \| \| \| \| 13' \| 13' \| Tomás Carrió Drop \| \| \| 25' \| 25' \| Tomás Carrió Penal \| \| \| 37' \| 37' \| Tomás Carrió Penal \| \| \| 40'+ \| 40'+ \| Genaro Carrió Try \| \| Fin del primer tiempo 8 - 14 \| \| \| \| \| Penal Bautista Güemes \| 41' \| 41' \| \| \| \| 51' \| 51' \| Tomás Carrió Penal \| \| Penal Bautista Güemes \| 53' \| 53' \| \| \| Try Facundo Bosch Conversión Bautista Güemes \| 64' \| 64' \| \| \| \| 67' \| 67' \| Tomás Carrió Penal \| \| Fin del partido 21 - 20 \| \| \| \| \| \| \| \| \| \| Ficha en UAR Ficha en ESPN \| \| \| \| | Duendes R.C.    |                                           |
| CUBA 21                                                        | CUBA 21 | Duendes R.C. 20 | Duendes R.C. 20                           |
| 3 de mayo de 2014, 15:00 (UTC-3) Cancha de CUBA, Villa de Mayo | |                 |                                           |
| Juan Cruz González                                             | 15 | 15              | Tomás Carrió                              |
| Felipe Benegas                                                 | 14 | 14              | Genaro Carrió                             |
| Matías Moroni                                                  | 13 | 13              | Maximiliano Nannini                       |
| Rodrigo Ávalos                                                 | 12 | 12              | Jerónimo De La Fuente                     |
| Pedro Bence Pieres                                             | 11 | 11              | Juan Manuel Rapuzzi                       |
| Bautista Güemes                                                | 10 | 10              | Santiago Araujo 80'                       |
| Joaquín Hardoy                                                 | 9 | 9               | Hernán Resta 58'                          |
| 44' Mateo Zambruno                                             | 8 | 8               | José Basso                                |
| Tomás De La Vega                                               | 7 | 7               | Nicolás Galatro                           |
| 81' Lucas Piña                                                 | 6 | 6               | Ignacio Fantin                            |
| 63' Lucas Ponce                                                | 5 | 5               | Facundo Sacovecci 55'                     |
| Santiago Uriarte                                               | 4 | 4               | Simón Bonfelli                            |
| Nicolás Quadri                                                 | 3 | 3               | Federico Avetta 45'                       |
| Facundo Bosch                                                  | 2 | 2               | Exequiel Céspedes 63'                     |
| 81' Pablo Quadri                                               | 1 | 1               | Federico Cej 21'                          |
| Entrenadores                                                   | |                 |                                           |
| Roberto Estéban Lasala Carlos Benítez Cruz Juan Capdepont      | DT | DT              | Fernando Bilbao Hugo Céspedes Lucas Bouza |
| Cambios                                                        | |                 |                                           |
| 44' Lucas Maguire                                              | |                 | Guido Randizzi 21'                        |
| 63' Sebastián Médica                                           | |                 | Guillermo Carranza 45'                    |
| 81' Agustín Elías                                              | |                 | Leandro González 55'                      |
| 81' Santiago Iramain                                           | |                 | Pedro Escalante 58'                       |
|                                                                | |                 | Manuel Dalla Valle 63'                    |
|                                                                | |                 | Mateo Escalante 80'                       |
| Árbitros                                                       | |                 |                                           |
| Francisco Pastrana (Unión Argentina de Rugby)                  | |                 |                                           |
| Santiago Altobelli (Unión de Rugby de Tucumán)                 | |                 |                                           |
| Jason Mola (Unión Cordobesa de Rugby)                          | |                 |                                           |
| Desarrollo                                                     | |                 |                                           |
| Try Facundo Bosch                                              | 5' | 5'              |                                           |
| Penal Bautista Güemes                                          | 9' | 9'              |                                           |
|                                                                | 13' | 13'             | Tomás Carrió Drop                         |
|                                                                | 25' | 25'             | Tomás Carrió Penal                        |
|                                                                | 37' | 37'             | Tomás Carrió Penal                        |
|                                                                | 40'+ | 40'+            | Genaro Carrió Try                         |
| Fin del primer tiempo 8 - 14                                   | |                 |                                           |
| Penal Bautista Güemes                                          | 41' | 41'             |                                           |
|                                                                | 51' | 51'             | Tomás Carrió Penal                        |
| Penal Bautista Güemes                                          | 53' | 53'             |                                           |
| Try Facundo Bosch Conversión Bautista Güemes                   | 64' | 64'             |                                           |
|                                                                | 67' | 67'             | Tomás Carrió Penal                        |
| Fin del partido 21 - 20                                        | |                 |                                           |
|                                                                | |                 |                                           |
| Ficha en UAR Ficha en ESPN                                     | |                 |                                           |

| Bandera de la Ciudad de Buenos Aires |
| CUBA Campeón                         |
| Primer título                        |

## Serie por el descenso
Participaron de la misma los últimos equipos de cada grupo no pertenecientes a la URBA. Se disputó a partidos únicos y la región de origen del club perdedor en la final perdió una plaza para la siguiente edición del torneo, la cual fue reemplazada por la región de origen del campeón del Torneo del Interior A 2014.
|  | Semifinales            | Semifinales            | Semifinales          |                      |                        | Final                  | Final     | Final     |  |
|  | 26 de abril            | 26 de abril            | 26 de abril          |                      |                        | 3 de mayo              | 3 de mayo | 3 de mayo |  |
|  |                        |                        |                      |                      |                        |                        |           |           |  |
|  |                        |                        |                      |                      |                        |                        |           |           |  |
|  | Tala                   | Tala                   | 29                   |                      |                        |                        |           |           |  |
|  | Tala                   | Tala                   | 29                   |                      |                        |                        |           |           |  |
|  | Gimnasia y Esgrima (R) | Gimnasia y Esgrima (R) | 24                   |                      |                        |                        |           |           |  |
|  | Gimnasia y Esgrima (R) | Gimnasia y Esgrima (R) | 24                   |                      | Gimnasia y Esgrima (R) | Gimnasia y Esgrima (R) | 45        |           |  |
|  |                        |                        |                      |                      | Gimnasia y Esgrima (R) | Gimnasia y Esgrima (R) | 45        |           |  |
|  |                        |                        | Santiago Lawn Tennis | Santiago Lawn Tennis | 20                     |                        |           |           |  |
|  | Santiago Lawn Tennis   | Santiago Lawn Tennis   | Santiago Lawn Tennis | Santiago Lawn Tennis | 20                     | 21                     |           |           |  |
|  | Santiago Lawn Tennis   | Santiago Lawn Tennis   |                      |                      |                        | 21                     |           |           |  |
|  | Tucumán RC             | Tucumán RC             | 36                   |                      |                        |                        |           |           |  |
|  | Tucumán RC             | Tucumán RC             | 36                   |                      |                        |                        |           |           |  |
|  |                        |                        |                      |                      |                        |                        |           |           |  |

### Semifinales
| 26 de abril | Tala | 29 - 24 | Gimnasia y Esgrima (R) | Cancha del Tala, Villa Walcarde    |                                    |
|             | Tries Guillermo Albrisi 8', 58' Tomás Del Punta 30' Conversiones Stéfano Ambrosio 8', 40' Penales Stéfano Ambrosio 23' Try penal Stéfano Ambrosio 27' | Reporte | Tries 19', 31' Andrés Speziali 61' Alejandro Molinari Conversiones 19', 31', 61' Ramiro Picotto Penales 80'+ (85) Ramiro Picotto | Árbitro(s): Claudio Antonio (Cuyo) | Árbitro(s): Claudio Antonio (Cuyo) |

| 26 de abril | Santiago Lawn Tennis | 21 - 36 | Tucumán RC | Cancha de SLTC, Santiago del Estero             |                                                 |
|             | Tries Juan Ignacio Lemos 30' Tomás Robinson 50' Facundo Izaguirre 72' Conversiones Agustín Cartier 30', 50', 72' Sin bin Gabriel Lazarte 22' Juan Pablo Caldera 78' Expulsado Sebastián Silva 79' | Reporte | Tries 8', 70' Juan León Novillo 22' Lucas Cartier 47' Augusto López Salas 55' Evaristo Paz Conversiones 8', 22', 47', 55' Juan León Novillo Penales 2' Juan León Novillo Expulsado 79' Tomás Guzmán | Árbitro(s): Ignacio Iparraguirre (Buenos Aires) | Árbitro(s): Ignacio Iparraguirre (Buenos Aires) |

### Final
| 3 de mayo | Gimnasia y Esgrima (R) | 45 - 20 | Santiago Lawn Tennis | Cancha de Gimnasia, Rosario                     |                                                 |
|           | Tries Marco Gentili 5' Santiago Gramajo 31' Ramiro Picotto 59' Conversiones Ramiro Picotto 5', 31' Penales R. Picotto 21', 28', 40', 44', 71', 74' Drop Ramiro Picotto 14' AmarillaGermán Diaz 30' | Reporte | Tries 15' Juan Ignacio Lemos 24' Facundo Pérez Carletti 51' Lucas Cantos 36' Santiago Gramajo Conversiones 51' Juan Pablo Mirolo Penales 10' Juan Pablo Mirolo | Árbitro(s): Ignacio Iparaguirrez (Buenos Aires) | Árbitro(s): Ignacio Iparaguirrez (Buenos Aires) |